# ニューオーリンズ・ジャズ
ニューオーリンズ・ジャズ (New Orleans Jazz) は、1900年代に発生、1910年代までに確立したとされる、アーリージャズに属する一つで、発祥の町の名を冠したもの。 

## 概要
米国南部ルイジアナ州ニューオーリンズ市（New Orleans, LA)周辺で南北戦争終了時ごろ、解放された黒人やクレオール(黒人と白人のハーフ)らで始められ、後の多様なスタイルのジャズに分かれていった音楽の一つで、以後のジャズ音楽のおおもとになった形式。コルネット（または、トランペット）、トロンボーン、クラリネットなどの3管が中心となって、集団即興演奏をおこなったジャズの演奏スタイルが、その典型とされている。
1920年代初頭に、ニューオーリンズの歓楽街が閉鎖されたことにより、ニューオーリンズのジャズ演奏家は、シカゴ市などに流れ、活動の拠点を移すこととなる。ルイ・アームストロングなども例外ではなかった。しかし、彼らは、活動拠点を移しただけで、シカゴ・ジャズとは異なる。
1940年代、音楽から遠ざかっていたニューオーリンズのミュージシャンたちがビル・ラッセルによって再発掘され、ニューオーリンズ・ジャズは再び注目を浴びる。これを、古いジャズの復興という意味でリバイバル・ブームと呼ぶ。日本にも戦後アメリカ文化の流入によって受け入れられ、人気を博した。この時期のミュージシャンでは、バンク・ジョンソン、ジョージ・ルイスなどが有名である。
ニューオーリンズ・ジャズは、他のジャンルの影響を受けて進化を続け、ニューオーリンズの町に根付いているが、ファンの高齢化などによって衰退の兆しも見える。
JAZZの語源としては、この地区での当時のスラングで性行為をjass、売春宿をJass Houseと呼んでいて、一階が酒場で二階が売春宿の、酒場部分を主な演奏場所にしていた演奏家たちのことをJASS BANDと呼んだことが、JAZZの語源となったという説もある。他にも「フランス語のjaserから」などと、現在でもその語源ははっきりしない。
ルイ・アームストロングは和声的側面、リズム的側面、スタイルの発展に大きく貢献した。「9th」や「13th」といったコードをよく用いたり、より複雑で難しいリズムのフレーズをしばしば用いた。また、全てのパートが音楽的に同等の意味を持つアンサンブル主体のスタイルから、各楽器ごとにソロを回していくスタイルを一般的にしたのも彼である。また彼は、ニュー・オーリンズの地域的なスタイルであったスキャットでメロディを歌うスタイルをシカゴへと持ち込み、ジャズのスタイルとして一般的なものにした。ジャズの特徴的な要素は、このころほぼ全て完成された。